# Alexandre Famintsyne
Alexandre Sergueïevitch Famintsyne (Александр Сергеевич Фаминцын), né le 5/24 octobre 1841 à Kalouga et mort le 6/24 juin 1896 à Ligovo, est un compositeur russe, musicologue et professeur de musique au conservatoire de Saint-Pétersbourg. Il est avec Alexandre Serov et Nikolaï Lyssenko, l'un des premiers à s'être intéressé au folklore russe et slave.

## Biographie
Il descend d'une ancienne famille de la noblesse terrienne russe. Son frère aîné est le botaniste Andreï Famintsyne (1835-1918). En 1847, la famille s'installe à Saint-Pétersbourg. Il reçoit une excellente éducation à domicile, puis entre au lycée (3e gymnasium de Saint-Pétersbourg) parlant déjà couramment le français et l'allemand. Ensuite, il poursuit ses études au département des sciences naturelles de la faculté de physique et de mathématiques de l'université impériale de Saint-Pétersbourg, tout en prenant des leçons de musique auprès de Mikhaïl Santis et de Jean Vogt. Après l'université, il décide de se consacrer à la musique. Il étudie de 1862 à 1864 au conservatoire de Leipzig (comme Santis autrefois). Il a pour maîtres Moritz Hauptmann et Ernst Friedrich Richter (théorie de la musique), Carl Riedel et Ignaz Moscheles (piano). Ensuite, pendant un an il étudie la composition et l'instrumentation sous la direction de Seyfritz à Lemberg (Lwow).
Faminstsyne retourne en Russie en 1865 pour devenir professeur de musique et d'esthétique au conservatoire de Saint-Pétersbourg. Il se spécialiste dans l'étude du folklore musical russe, de la culture slave et russe. Ses conférences universitaires sont le premier travail approfondi et indépendant en russe dans le domaine de l'histoire de la musique. Après un conflit en 1872 avec le directeur du conservatoire, Anton Rubinstein, il quitte l'établissement. S'étant déjà fait un nom dans les cercles musicaux de la capitale impériale, il mène des activités de recherche et d'enseignement indépendantes, publie des articles scientifiques, écrit des articles critiques pour des revues.
Plus tard, Famintsyne devient secrétaire de la direction générale de la Société impériale musicale russe. Il s'est essayé, sans trop de succès, à la composition. Il est l'auteur des opéras Sardanapale et Uriel Acosta, du tableau symphonique La Procession de Dionysius, la Rhapsodie russe pour violon et orchestre, trois quatuors à cordes et un certain nombre d'œuvres pour piano. Il a écrit des articles critiques pour des publications telles que La Voix («Голос»), L'Abeille («Пчела») La Feuille musicale («Музыкальный листок»), Le Mot («Слово») ou pour la St. Petersburgische Zeitung.
La fameuse polémique journalistique de 1871 entre Famintsyne et le critique musical Vladimir Stassov se termine par un procès, le premier concernant la musique en Russie. Les désaccords portaient sur le problème de l'identité populaire, des caractéristiques nationales de l'art musical russe. Stassov était un ardent défenseur de « Glinka contre Wagner ». Famintsyne a fait valoir qu'il était nécessaire de mettre en scène des opéras étrangers en Russie, car cela contribuait à la formation de «l'art de l'opéra russe inimitable». Le tribunal a estimé que l'accusation de diffamation n'était pas fondée; mais il a vu dans les articles de presse de Stassov (contre Famintsyne) la présence d'allégations injurieuses et l'a condamné à une amende de vingt-cinq roubles et à une assignation à résidence pendant sept jours.
Alexandre Faminstsyne meurt le 3/24 juin 1896 dans le petit village de Ligovo près de Saint-Pétersbourg. Il travaillait avant sa mort à ses ouvrages La Déesse du printemps et de la mort dans les chants et les rituels des Slaves («Богиня весны и смерти в песнях и обрядах славян») et Éléments aryens anciens et sémitiques anciens dans les coutumes, les rituels, les croyances et les cultures des Slaves («Древнеарийские и древнесемитские элементы в обычаях, обрядах, верованиях и культурах славян»), qui sont achevés par ses collègues et publiés à Moscou. Il est enterré au cimetière Volkovo de Saint-Pétersbourg, mais sa sépulture a disparu.
Parmi ses élèves, l'on peut distinguer Ella Adaïewsky.

## Publications

### Travaux personnels
- Analyse de la composition de Chafranov: sur la préservation du discours de la chanson folklorique russe [Разбор сочинения Шафранова: О складе народно-русской песенной речи] (Saint-Pétersbourg, 1881).
- Divinités des anciens Slaves [Божества древних славян] (inachevé, 1re éd., 1884).
- La gamme indochinoise ancienne en Asie et en Europe [Древняя индокитайская гамма в Азии и Европе] (dans la revue musicale Bayan («Баян»), 1888, éd. à part à Saint-Pétersbourg, 1889)[3].
- Les bouffons dans la Russie ancienne [Скоморохи на Руси] (Saint-Pétersbourg, impr. E. Arnhold, 1889).
- Gousli, instrument de musique folklorique russe [Гусли, русский народный музыкальный инструмент] (Saint-Pétersbourg: Société des amateurs de manuscrits anciens, 1890, médaille d'argent de l'Académie des sciences).
- Domra et instruments de musique associés du peuple russe [Домра и сродные ей музыкальные инструменты русского народа], Saint-Pétersbourg, impr. E. Arnhold, 1891, 194 pages.
- Dictionnaire biographique et historique des personnalités musicales russes [Биографический и исторический словарь русских музыкальных деятелей] (commencé dans les années 1880 et inachevé).
- Essais sur l'histoire de la musique en Russie de l'Antiquité à la fin du XVIIIe siècle [Очерки по истории музыки в России с древнейших времен до конца XVIII века], 1928-1929.

### Traductions
- Ernst Friedrich Richter, Manuel d'harmonie (1876);
- Ernst Friedrich Richter, Manuel de contrepoint (1873);
- Ernst Friedrich Richter, Manuel de fugue (1873);
- Ernst Friedrich Richter, Théorie élémentaire de la musique, éd. revue et corrigée par lui-même en 1878;
- A.B. Marx, Manuel général de musique (1872);
- F. Draeseke, Manuel de modulation.